# Primera División de Costa Rica 1953
Die Saison 1953 war die 33. Spielzeit der Primera División de Costa Rica, der höchsten costa-ricanischen Fußballliga. Es nahmen zehn Mannschaften teil. Saprissa gewann zum 2. Mal in der Vereinsgeschichte die Meisterschaft. Die Meisterschaft wurde erst 1954 beendet.

## Austragungsmodus
- Die zehn teilnehmenden Mannschaften spielten in einer Einfachrunde (Hin- und Rückspiel) im Modus Jeder gegen Jeden den Meister aus.
- Der Letztplatzierte bestritt ein Playdownspiel gegen den Zweitletzten, der Verlierer ein Relegationsspiel gegen den Meister der 2. Liga.

## Endstand

### Hauptrunde
| Pl.             | Verein                       | Sp. | S  | U | N  | Tore  | Diff. | Punkte |
| --------------- | ---------------------------- | --- | -- | - | -- | ----- | ----- | ------ |
| 01              | CD Saprissa (M)              | 18  | 12 | 5 | 1  | 38:13 | 25    | 29     |
| 02              | CS Herediano                 | 18  | 10 | 4 | 4  | 31:20 | 11    | 24     |
| 03              | UD Moravia                   | 18  | 9  | 4 | 5  | 24:24 | 0     | 22     |
| 04              | LD Alajuelense               | 18  | 7  | 6 | 5  | 23:19 | 4     | 20     |
| 05              | CS Cartaginés                | 18  | 8  | 3 | 7  | 32:32 | 0     | 19     |
| 06              | CS La Libertad               | 18  | 7  | 4 | 7  | 34:30 | 4     | 18     |
| 07              | CS Uruguay de Coronado       | 18  | 5  | 5 | 8  | 31:38 | −7    | 15     |
| 08              | Orión FC                     | 18  | 4  | 5 | 9  | 22:30 | −8    | 15     |
| 09              | SG Española                  | 18  | 4  | 2 | 12 | 25:36 | −11   | 10     |
| 10              | CF Universidad de Costa Rica | 18  | 4  | 2 | 12 | 24:42 | −18   | 10     |
| Stand: Endstand |                              |     |    |   |    |       |       |        |

### Playdown
| Zweitletzter | Ergebnis | Letzter                      |
| ------------ | -------- | ---------------------------- |
| SG Española  | 4:5      | CF Universidad de Costa Rica |

### Relegation
| Verlierer Playdown | Gesamt | Meister 2da División | Hinspiel | Rückspiel |
| ------------------ | ------ | -------------------- | -------- | --------- |
| SG Española        | *      | AD Guadeloupe        |          |           |

| * | Die genauen Ergebnisse sind heute unbekannt. Sicher ist nur, dass Guadeloupe beide Spiele gewann. |